# امبقيرة (مودية)

تعديل مصدري - تعديل

امبقيرة هي إحدى قرى عزلة مودية بمديرية مودية التابعة لمحافظة أبين، بلغ تعداد سكانها 557 نسمة حسب تعداد اليمن لعام 2004.